# Mantra (Anna Tatangelo)
Mantra è un singolo della cantante italiana Anna Tatangelo, pubblicato il 24 maggio 2024.

## Descrizione
Il singolo è stato scritto da Anna Tatangelo, Alessio Buongiorno, Gianclaudia Franchini, Luca Serpenti, Valeria Palmitessi e Umberto Odoguardi con la produzione di Junior K. La cantante commenta così il brano:

## Video musicale
Il video musicale, diretto da Filiberto Signorello, è stato pubblicato in concomitanza all'uscita del brano attraverso il canale YouTube della cantante.

## Tracce
Testi e musiche di Anna Tatangelo, Alessio Buongiorno, Gianclaudia Franchini, Luca Serpenti, Valeria Palmitessa e Umberto Odoguardi.
1. Mantra – 2:09